# Dendropaemon pauliani
Dendropaemon pauliani là một loài bọ cánh cứng trong họ Bọ hung (Scarabaeidae).